# Kinra
Kinra (estrenada comercialmente como Kinra, el viaje de Atoqcha) es una película dramática peruana de 2023 escrita y dirigida por Marco Panatonic en su debut cinematográfico. Cuenta la historia de un joven andino que trata de ganarse la vida en Cusco y que decide regresar a su lugar de nacimiento, Kinra.
La película se estrenó en la sección Competencia Internacional en el Festival Internacional de Cine de Mar del Plata 2023 y ganó el principal galardón, el Premio Astor Piazzolla al Mejor Largometraje de la Competencia Internacional, siendo la primera película peruana en ganar el festival.

## Sinopsis
Atoqcha, en su búsqueda de un hogar y empleo en la ciudad del Cusco para seguir sus estudios de ingeniería civil, forma una estrecha conexión con un amigo que lo acoge como familia, aunque su corazón siempre estará dividido entre su nueva vida y la tierra donde creció, donde su madre y hermana también buscan su propio destino. A pesar de comenzar de nuevo, su regreso a casa es inevitable, ya que su lealtad y amor se dividen entre dos mundos.

## Reparto
- Raul Challa Casquina - Atoqcha
- Tomasa Sivincha Huamani - Madre De Atoqcha
- Yuri Choa Tunquipa - Richar
- Marcosa Huamani Gonzales - Mamagrande
- Jorge Gonzales - Padre De Atoqcha
- Lizbeth Cabrera - Hermana De Atoqcha
- Aurelio Quispe Cusihuaman - Julian
- Dorotea Noa Ch’ecca - Madre De Richar
- Soledad Secca Noa - Hermana De Richar
- Celso Aro Quispe - Ingeniero

## Producción
La idea de Kinra partió de una anécdota familiar del abuelo del director Marco Panatonic, quien una vez había ido a conocer la urbe y regresó tras ser acusado de ladrón. La primera versión del guion data del 2014. A finales de octubre de 2017, el proyecto ganó por unanimidad del jurado un estímulo económico de 420.000 soles por parte de la Dirección del Audiovisual, la Fonografía y los Nuevos Medios entregado por el Ministerio de Cultura del Perú en la categoría de "Proyectos de Largometraje de Ficción en Lenguas Originarias".
Tras no conseguir financiación los dos años siguientes, la producción que estaba prevista para 2020 fue abortada por la pandemia de COVID-19 antes de ser retomada a mediados de 2021. El rodaje se hizo en la ciudad de Cusco y Chumbivilcas en junio de 2022, y estuvo compuesto de profesionales de Cusco, Arequipa y Puno.  El reparto estuvo conformado por actores no profesionales quienes habían sido instruidos previo al rodaje por Jesús Colque, protagonista de Manco Cápac.

## Lanzamiento
Kinra tuvo su estreno mundial el 6 de noviembre de 2023 en la sección Competencia Internacional del Festival Internacional de Cine de Mar del Plata, donde ganó el Premio Astor Piazzolla al Mejor Largometraje, considerado el mayor logro para una película peruana desde que La teta asustada ganó el Oso de Oro del Festival Internacional de Cine de Berlín en 2009.
En Perú, su estreno se dio los días 12, 14 y 17 de agosto de 2024 en el marco del Festival de Cine de Lima. En octubre de ese mismo año, se anunció su estreno en salas comerciales a nivel nacional para el 14 de noviembre.

## Premios y reconocimientos
| Año  | Premio / Festival                               | Categoría                                                                   | Destinatario         | Resultado | Refs.         |
| ---- | ----------------------------------------------- | --------------------------------------------------------------------------- | -------------------- | --------- | ------------- |
| 2023 | Festival Internacional de Cine de Mar del Plata | Mejor Largometraje de la Competencia Internacional                          | Kinra                | Ganadora  | [ 16 ]        |
| 2024 | Festival de Cine de Lima                        | Premio del Jurado a la Mejor Ópera Prima                                    | Kinra                | Ganadora  | [ 17 ]        |
| 2024 | Festival de Cine de Lima                        | Premio del Jurado de la Crítica Internacional a la Mejor Película           | Kinra                | Ganadora  | [ 17 ]        |
| 2024 | Festival de Cine de Lima                        | Premio a la Mejor Película Peruana (Ministerio de Cultura)                  | Kinra                | Ganadora  | [ 17 ]        |
| 2024 | Festival de Cine de Lima                        | Premio APRECI a la Mejor Película de la Competencia Latinoamericana Ficción | Kinra                | Ganadora  | [ 17 ]        |
| 2024 | Festival de Cine de Lima                        | Premio APC Signis Perú                                                      | Kinra                | Ganadora  | [ 17 ]        |
| 2024 | Festival de Cine de Lima                        | Premios al trabajo decente (CINETRAB)                                       | Kinra                | Ganadora  | [ 17 ]        |
| 2025 | Premios APRECI 2024                             | Mejor película peruana                                                      | Kinra                | Ganadora  | [ 18 ] [ 19 ] |
| 2025 | Premios APRECI 2024                             | Mejor dirección                                                             | Marco Panatonic      | Ganadora  | [ 18 ] [ 19 ] |
| 2025 | Premios APRECI 2024                             | Mejor guion                                                                 | Marco Panatonic      | Ganadora  | [ 18 ] [ 19 ] |
| 2025 | Premios APRECI 2024                             | Mejor actor de reparto                                                      | Yuri Choa Tunquipa   | Ganadora  | [ 18 ] [ 19 ] |
| 2025 | Premios APRECI 2024                             | Mejor actor protagonista                                                    | Raúl Challa Casquina | Nominada  | [ 18 ] [ 19 ] |
| 2025 | Premios APRECI 2024                             | Mejor actriz de reparto                                                     | Lizbeth Cabrera      | Nominada  | [ 18 ] [ 19 ] |